# Gdańskbukten

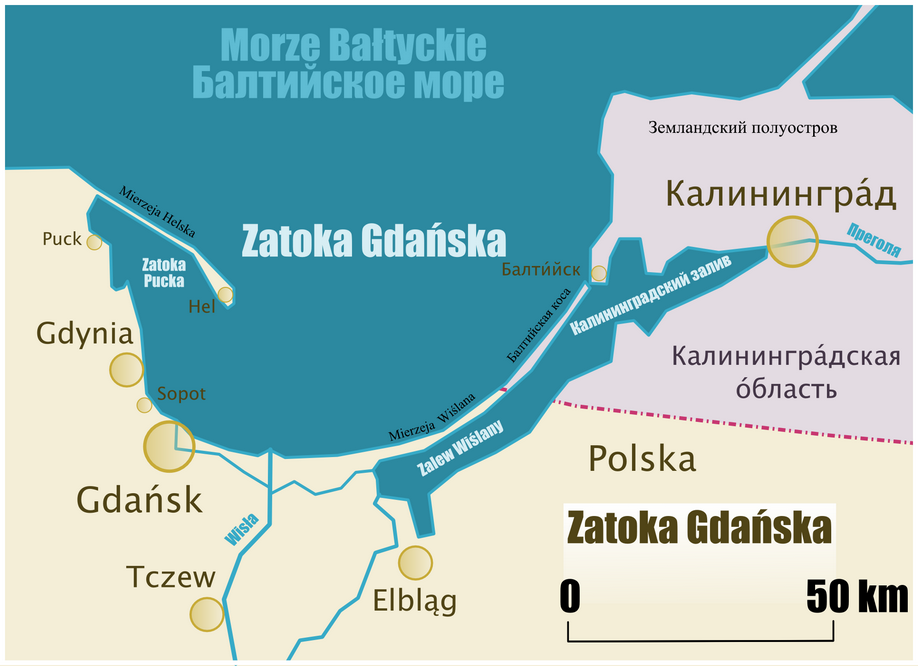
Gdańskbukten

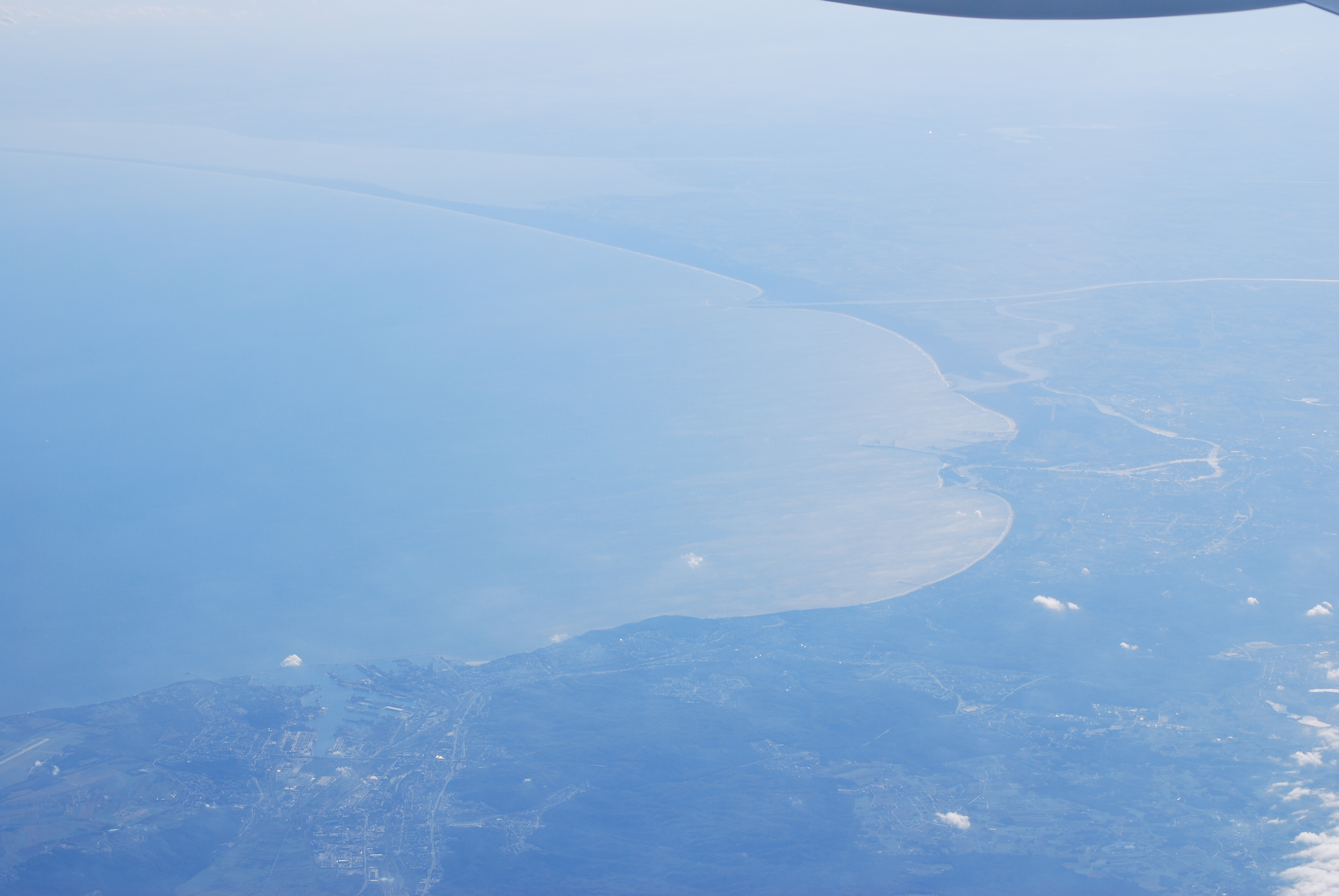
Flygbild över bukten.

Gdańskbukten eller Danzigbukten (polska: Zatoka Gdańska; kasjubiska: Gduńskô Hôwinga; ryska: Гданьская бухта, Gdan'skaja bukhta; tyska: Danziger Bucht) är en halvcirkelformad bukt vid Östersjöns sydkust. Den är uppkallad efter den polska hamnstaden Gdańsk, vars tyska och äldre svenska namn är Danzig.
Gdańskbukten mäter cirka 64 km i nordsydlig riktning och 97 km i västöstlig riktning. I väst, söder och sydöst gränsar bukten till Polen och i öst till Kaliningrad oblast (Ryssland). Dess maxdjup är något över 113 meter, i den norra delen av bukten. Bland de större städerna omkring bukten är, förutom Gdańsk, Gdynia, Puck, Sopot, Hel, Kaliningrad, Primorsk och Baltijsk. Floden Wisła har sin mynning i Gdańskbukten.